# Espada Ulfberht

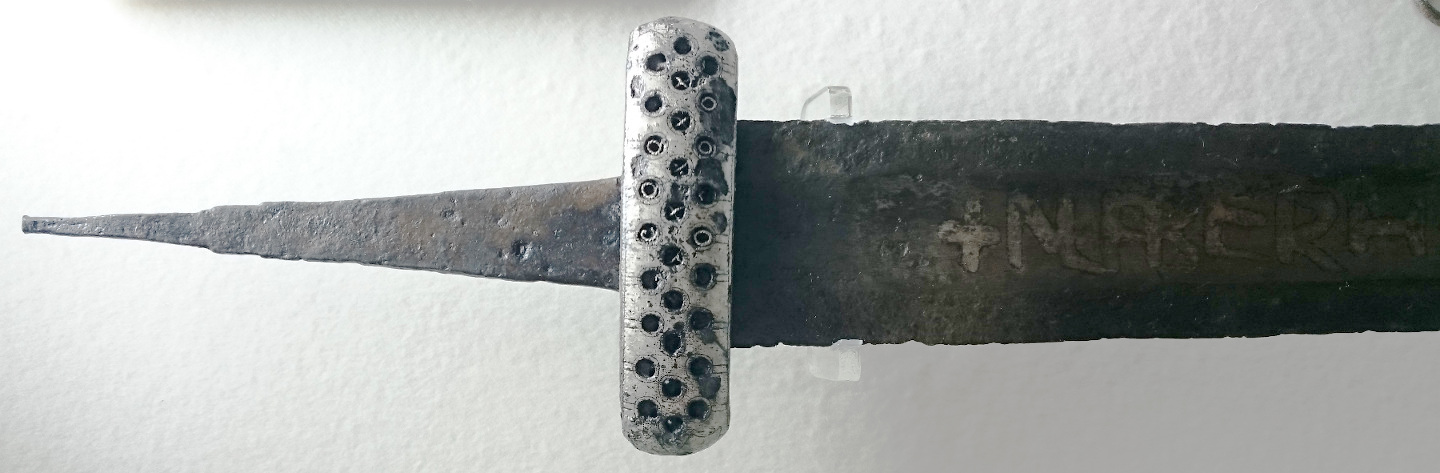
Una de las tres espadas Ulfberht encontradas en el territorio de los búlgaros del Volga. Su empuñadura (clasificada como tipo T-2 según Petersen) está decorada con tres líneas de agujeros redondos con incrustaciones de alambre de plata retorcido.

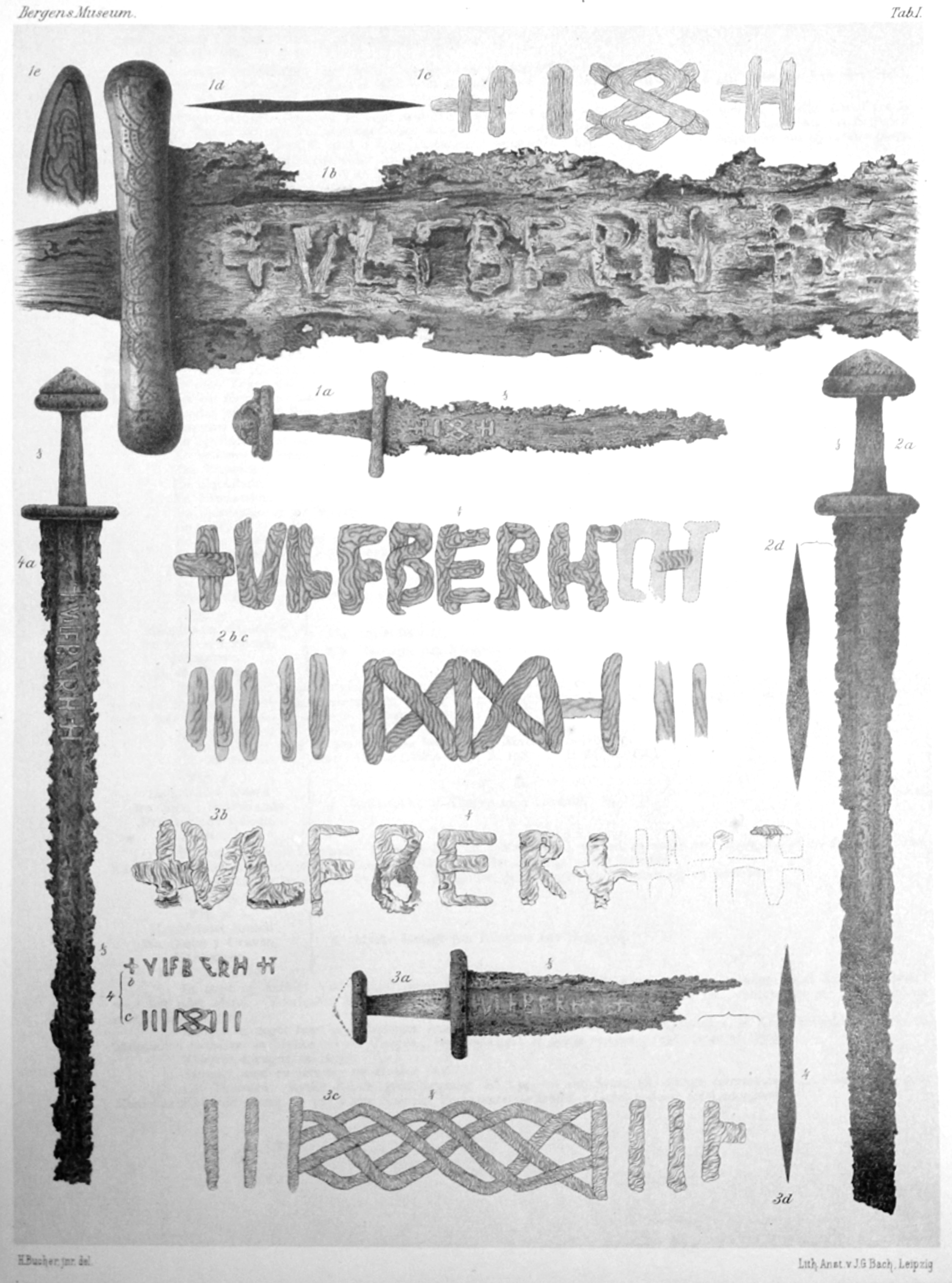
Cuatro espadas Ulfberht encontradas en Noruega (dibujos de Lorange 1889)

Las espadas Ulfberht son alrededor de 170 espadas medievales que se encuentran principalmente en el norte de Europa, datadas entre los siglos IX al XI, con hojas damasquinadas incluyendo la inscripción +VLFBERH+T o +VLFBERHT+. La palabra "Ulfberht" es un nombre de pila franco, que indica el origen potencial de las espadas.

## Descripción
Las espadas se encuentran en el punto de transición entre la espada vikinga y la espada caballeresca altomedieval. La mayoría tienen hojas de tipo X según Oakeshott. Son también el punto de partida de la mucho más variada tradición altomedieval de las espadas con inscripciones en su hoja. Los reversos de las hojas están incrustados con un patrón geométrico, generalmente un patrón trenzado entre trazos verticales. También hay numerosas hojas con este tipo de patrón geométrico pero que no contienen la inscripción Vlfberht.
Las espadas Ulfberht se fabricaron durante un período en el que las espadas europeas todavía eran predominantemente soldadas con patrón ("falso Damasco"), pero con mayores florecimientos de acero gradualmente disponibles, por lo que fue más probable que se fabricasen espadas de mayor calidad después del año 1000 d. C. con cuchillas de acero al crisol . El grupo de espadas Ulfberht incluye un amplio espectro de aceros y métodos de producción. Un ejemplo de una tumba del siglo X en Nemilany, Moravia, tiene un núcleo soldado con patrón con bordes de corte endurecidos soldados. Otro ejemplo parece haber sido fabricado con acero hipoeutectoide de alta calidad, posiblemente importado de Asia Central.

## Origen
El lugar de origen más probable de las espadas Ulfberht se estima que es la región de Renania (en Austrasia, la región central del reino franco, más tarde parte del ducado raíz de Franconia). El origen franco de las espadas se ha asumido durante mucho tiempo debido a la forma del nombre de pila Ulfberht. 
Pese a su supuesto origen franco, la mayoría de las espadas se han encontrado en el norte de Europa. En vez de ser artículos que se comercializaran, lo más probable es que las espadas se hayan exportado como botín, rescate o contrabando: las prohibiciones en la capitular carolingia hacían ilegal su venta a extranjeros en esa época. Se han encontrado tres especímenes en lugares tan lejanos como Bulgaria del Volga (en ese momento parte de la ruta comercial del Volga).

## Número y distribución
Se han encontrado un total de 167 espadas Ulfberht, la mayoría en Escandinavia y alrededor del mar Báltico. La cantidad de espadas encontradas en Finlandia no está clara; Stalsberg identifica 14 espadas Ulfberht finlandesas, pero Moilanen identifica 31. En general, la cantidad exacta de espadas encontradas es discutible debido a la condición fragmentaria de algunas, y porque algunas inscripciones parecen hacer referencia al tipo Ulfberht en lugar de indicar un espécimen real.
El predominio de las espadas Ulfberht en el registro arqueológico del norte de Europa no implica que tales espadas se usaran más ampliamente allí que en Francia; la práctica pagana de colocar armas en las tumbas de los guerreros favorece en gran medida el registro arqueológico en aquellas regiones de Europa que todavía eran paganas (y, de hecho, la mayoría de las espadas Ulfberht encontradas en Noruega proceden de tumbas de guerreros), mientras que los hallazgos de espadas en Europa continental e Inglaterra después del siglo VII se limitan principalmente a hallazgos perdidos; por ejemplo, en los lechos de los ríos. Esto está respaldado por el cambio en la distribución geográfica observado a finales de la era vikinga, cuando gran parte de la Europa pagana anterior fue cristianizada. Ninguna de las espadas noruegas Ulfberht está fechada después de principios o mediados del siglo XI, lo que coincide con el final de los ritos funerarios paganos en la zona. 

## Datación
El tipo de espada Ulfberht original data del siglo IX o X, pero las espadas con la inscripción Ulfberht continuaron fabricándose al menos hasta el final de la era vikinga en el siglo XI. Un ejemplo tardío notable encontrado en Alemania del Este, fechado en el siglo XI o posiblemente a principios del siglo XII, representa el único espécimen que combina la firma Vlfberht con una inscripción cristiana "in nomine domini" ( +IINIOMINEDMN ). Como nombre de pila, Wulfbert (alto alemán antiguo Wolfbert, Wolfbrecht, Wolfpert, Wolfperht, Vulpert ) está registrado entre los siglos VIII y X.